# Prosa poètica
La prosa poètica és l'escrit que conté elements propis de la lírica dins un text narratiu o descriptiu. Aquest text pot formar part d'un gènere major, com la novel·la o el conte. Els elements lírics no acostumen a dependre de la mètrica, que marcaria el vers, sinó de la capacitat de suggeriment de les paraules, la bellesa de les imatges i l'acumulació de metàfores i altres recursos literaris. S'explota al màxim la funció poètica del llenguatge per evocar sentiments i sensacions en el lector.